# Andri Spiller
Andri Spiller (* 28. Juli 1995 in Hünenberg ZG) ist ein Schweizer Eishockeyspieler, der zuletzt bis zum Ende der Saison 2023/24 beim EHC Kloten aus der National League unter Vertrag gestanden hat und auf Leihbasis für den EHC Olten in der Swiss League gespielt hat.

## Karriere
Spiller stammt aus der Jugendabteilung des EHC Chur. Er spielte aber während der Juniorenzeit auch für die beiden Bündner Vereine EHC Arosa und HC Davos. Im Jahre 2013 wechselte er zum EV Zug, wo er die Meisterschaft mit den Elite A Junioren bestritt, aber teilweise auch am Training der ersten Mannschaft teilnehmen durfte. Während seiner Zeit beim EV Zug wurde er an den SC Herisau und während der Saison 2014/15 an den SC Langenthal ausgeliehen, wo er zur Saison 2015/16 einen Einjahresvertrag unterzeichnete und seine erste gesamte Saison in der Swiss League absolvierte.
Zur Saison 2016/17 wechselte der Stürmer zum HC Thurgau, wo er einen Vertrag über zwei Spielzeiten unterzeichnete. In der Spielzeit 2017/18 gelang ihm der Durchbruch, was das Interesse des damaligen National-League-Clubs EHC Kloten zur Folge hatte. Der ursprünglich unterzeichnete Vertrag zur Saison 2018/19 wurde allerdings mit dem Abstieg der Zürcher Unterländer in die Swiss League nichtig, so dass Spiller einen Einjahresvertrag beim National-League-Aufsteiger SC Rapperswil-Jona Lakers unterzeichnete.
2022 schaffte er mit dem EHC Kloten den Aufstieg aus der Swiss in die National League und verbrachte dort auch den Grossteil der Spielzeit 2023/24. Gegen Ende der Saison wurde er bis zum Ablauf seines Vertrags im Sommer 2024 an den EHC Olten ausgeliehen.

### International
Spiller kam bisher in den Altersstufen U18- und U-20 für die Schweizer Nationalmannschaft zum Einsatz und absolvierte insgesamt 13 Länderspiele.

## Erfolge und Auszeichnungen
- 2022 Meister der Swiss League und Aufstieg in die National League mit dem EHC Kloten